# Hochberg (Traunstein)

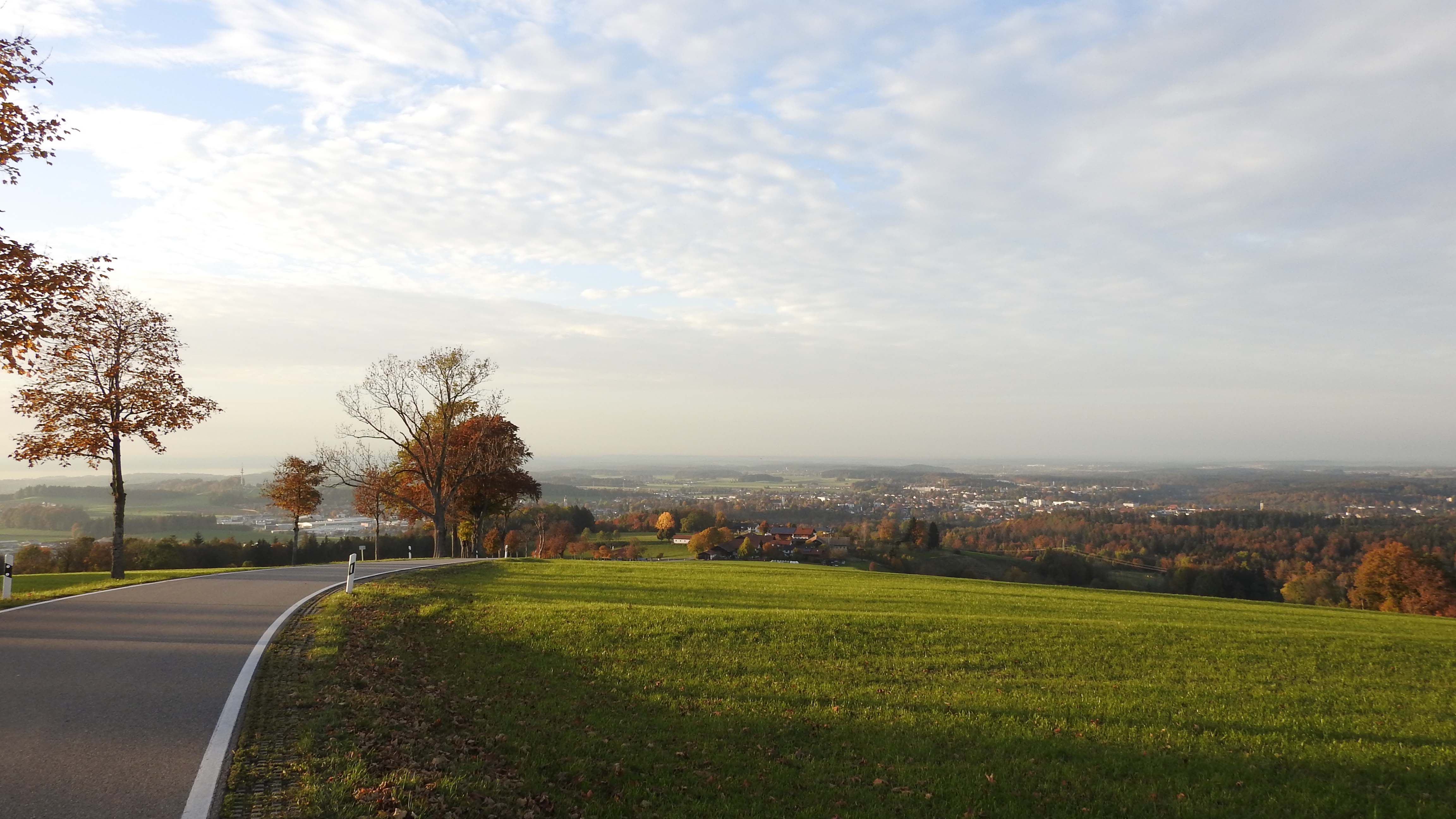
Blick vom Hochberg zum Chiemsee und auf Traunstein

Hochberg ist ein Gemeindeteil der Stadt Traunstein im oberbayerischen Landkreis Traunstein und eine Gemarkung.

## Geografie
Das Gebiet der Gemarkung Hochberg entspricht etwa dem Gebiet der ehemaligen Gemeinde Hochberg. Es befindet sich auf dem gleichnamigen Berg im Südosten der Stadt Traunstein und ist sehr dünn besiedelt.
Die Gemarkung Hochberg hat eine Gesamtfläche von 14,02 km². Je ein Gemarkungsteil liegt im Gemeindegebiet von Siegsdorf (Gemarkungsteil 0) und dem Stadtgebiet von Traunstein (Gemarkungsteil 1).
Am 31. Dezember 2015 hatte der Traunsteiner Gemarkungsteil 306 Einwohner auf einer Fläche von 10,24 km². Der Weiler Hochberg selbst liegt am höchsten Punkt des 774 Meter hohen gleichnamigen Berges. Hier befindet sich auch ein Sendemast des Bayerischen Rundfunks.
| Weiler Hochberg: Einwohnerzahlen von 1871 bis 1987 | Weiler Hochberg: Einwohnerzahlen von 1871 bis 1987 | Weiler Hochberg: Einwohnerzahlen von 1871 bis 1987 | Weiler Hochberg: Einwohnerzahlen von 1871 bis 1987 | Weiler Hochberg: Einwohnerzahlen von 1871 bis 1987 |
| -------------------------------------------------- | -------------------------------------------------- | -------------------------------------------------- | -------------------------------------------------- | -------------------------------------------------- |
| Jahr                                               |                                                    |                                                    |                                                    | Einwohner                                          |
| 1871                                               | 1871                                               |                                                    | 10                                                 | 10                                                 |
| 1885                                               | 1885                                               |                                                    | 11                                                 | 11                                                 |
| 1900                                               | 1900                                               |                                                    | 12                                                 | 12                                                 |
| 1925                                               | 1925                                               |                                                    | 17                                                 | 17                                                 |
| 1950                                               | 1950                                               |                                                    | 51                                                 | 51                                                 |
| 1961                                               | 1961                                               |                                                    | 29                                                 | 29                                                 |
| 1970                                               | 1970                                               |                                                    | 24                                                 | 24                                                 |
| 1987                                               | 1987                                               |                                                    | 18                                                 | 18                                                 |
| Quelle(n): Amtliche Ortsverzeichnisse für Bayern   |                                                    |                                                    |                                                    |                                                    |

| Gemeinde Hochberg: Einwohnerzahlen von 1840 bis 1961 | Gemeinde Hochberg: Einwohnerzahlen von 1840 bis 1961 | Gemeinde Hochberg: Einwohnerzahlen von 1840 bis 1961 | Gemeinde Hochberg: Einwohnerzahlen von 1840 bis 1961 | Gemeinde Hochberg: Einwohnerzahlen von 1840 bis 1961 |
| ---------------------------------------------------- | ---------------------------------------------------- | ---------------------------------------------------- | ---------------------------------------------------- | ---------------------------------------------------- |
| Jahr                                                 |                                                      |                                                      |                                                      | Einwohner                                            |
| 1840                                                 | 1840                                                 |                                                      | 319                                                  | 319                                                  |
| 1861                                                 | 1861                                                 |                                                      | 297                                                  | 297                                                  |
| 1871                                                 | 1871                                                 |                                                      | 329                                                  | 329                                                  |
| 1885                                                 | 1885                                                 |                                                      | 328                                                  | 328                                                  |
| 1900                                                 | 1900                                                 |                                                      | 366                                                  | 366                                                  |
| 1925                                                 | 1925                                                 |                                                      | 424                                                  | 424                                                  |
| 1950                                                 | 1950                                                 |                                                      | 724                                                  | 724                                                  |
| 1961                                                 | 1961                                                 |                                                      | 600                                                  | 600                                                  |
| Quelle(n):                                           |                                                      |                                                      |                                                      |                                                      |

## Geschichte
Der Hochberg kam im Jahr 1048 mit einer Forstschenkung in Besitz des Salzburger Erzbischofs. Das Gebiet gehörte später zur Hauptmannschaft Lenzensberg im Amt Miesenbach im Landgericht Traunstein des Herzogtums Bayern. Im Zuge der Verwaltungsreformen in Bayern entstand mit dem Gemeindeedikt von 1818 die Gemeinde Hochberg. Sie hatte im Jahr 1933 426 Einwohner. Die Gemeinde Hochberg wurde am 1. Juli 1972 aufgelöst und der nördliche Teil mit den Ortsteilen Abstreit, Bach, Bergwiesen, Buchfelln, Daxerau, Eppenstatt, Graben, Hochberg, Hochöd, Höfen, Holzleiten, Hütt, Kirchleiten, Mitterbichl, Obersöln, Öd in der Pechschneid, Paulöd, Preising, Rutzöd, Schinagl, Schwaig, Schwober und Untersöln in die Große Kreisstadt Traunstein und der südliche Teil mit Aicher, Aigen, Bucheck, Hinterwelln, Höll, Königswiesen, Pattenau, Paulfischer, Stein, Vitzthum, Vorderwelln und Wernleiten in die Gemeinde Siegsdorf eingemeindet.